# Île Stupart
L'île Stupart est une île inhabitée de l'archipel Arctique au Nunavut au Canada. Elle se trouve dans l'océan Arctique au sud-est de l'île Lougheed et à l'ouest de l'île Edmund-Walker. Elle fait partie du groupe de Findlay.

## Annexe